# Statuia lui Ion Heliade-Rădulescu din București

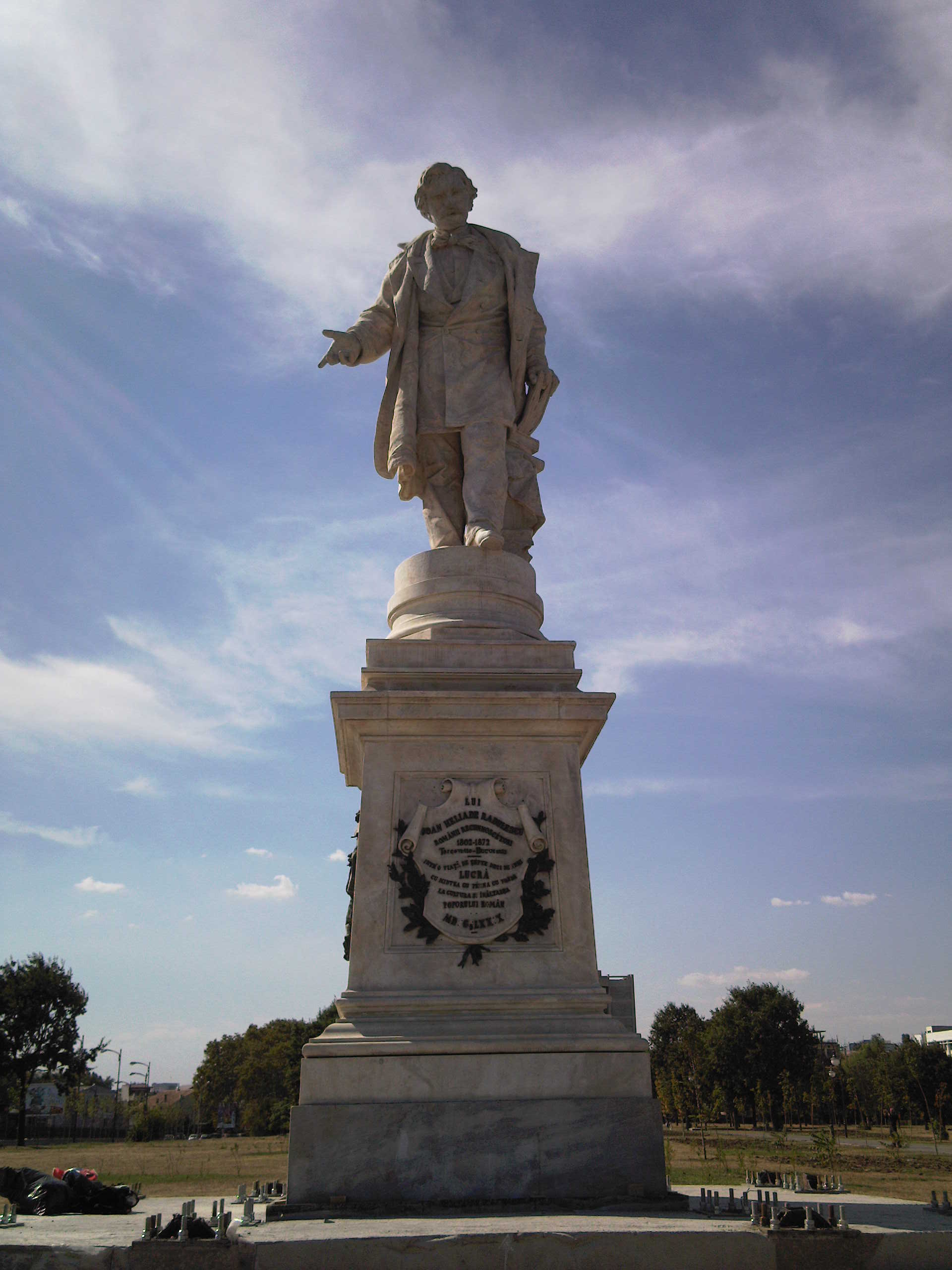
Statuia în perioada cât s-a aflat provizoriu în Parcul Izvor

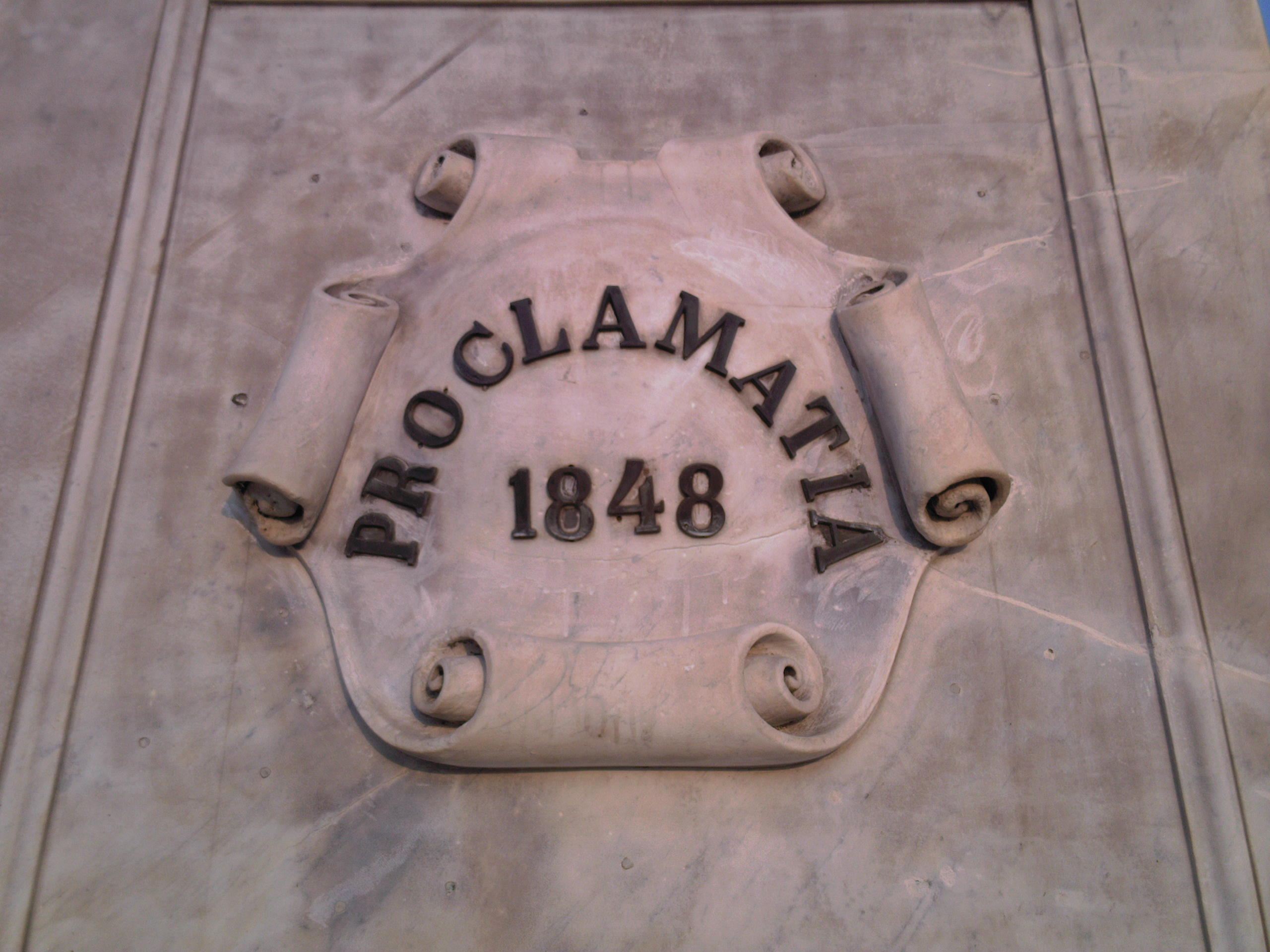
Detaliu cu Proclamatia de la 1848 de pe soclul statuii

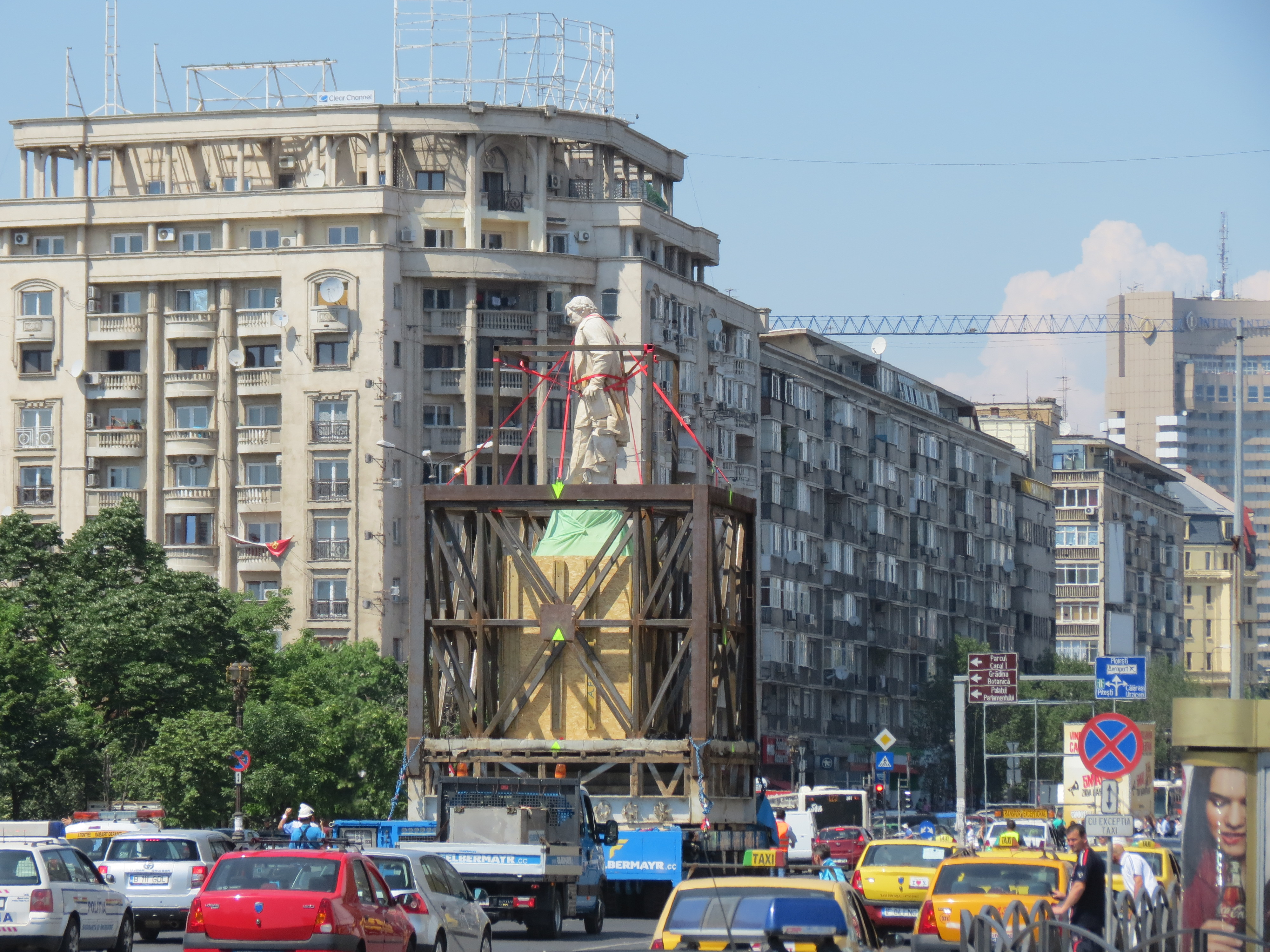
Momentul când statuia este transportată de la Parcul Izvor spre Piața Universității, 5 mai 2012

Statuia lui Ion Heliade Radulescu din București a fost realizată din marmură de Ettore Ferrari și dezvelită la 21 noiembrie 1880 la numai nouă ani de la moartea fondatorului Academiei Române. 
Statuia a fost amplasată în Piața Universității din București (pe atunci Piața Academiei) și îl reprezintă pe Ion Heliade-Rădulescu privind spre Palatul Universității într-o atitudine caracteristică oratorilor, cu capul ușor aplecat înainte ținând o carte în mâna stângă, mâna dreaptă și fața descriu discuția pe care o poartă peste veacuri cu trecătorii.
Comanda pentru realizarea statuii lui Ion Heliade-Rădulescu a fost primită de Ettore Ferrari de la Primăria Capitalei în 1879. A reușit să termine lucrarea în 1880, an în care a fost dezvelită.
După ce s-a ridicat acest monument, Alexandru Vlahuță a scris în cinstea statuii o poezie în spiritul romantic al epocii și care se încheia astfel:
„Ah, ridică-ți, bard ilustru, din a vremii adâncime 

Fruntea-ți plină de lumină și privește din trecut 

Cum te-adoră viitorul, fiii tăi cum au făcut 

Într-o marmură eternă umbra-ți sfântă să se-nchege 

Și cum astăzi ți se-nchină și te-admiră codrul-rege!”
În aceeași epocă, a început să circule și o epigramă la adresa statuii:
„- De ce, bătrâne, de-atâta vreme 

Cu mâna-ntinsă tu stai și-acum?

- Cerșesc la lume un dram de minte

Pentru-nțelepții de peste drum!”

Duminică 5 septembrie 2010, statuia lui Heliade Rădulescu a fost mutată în Parcul Izvor, de lângă Palatul Parlamentului din București. Tot aici au fost mutate și celelalte trei statui de la Universitate, pentru a se putea realiza o parcare subterană în centrul Capitalei.
După terminarea lucrărilor la parcarea subterană, statuia a fost reinstală la locul ei la 5 mai 2012.

## Monument istoric
Statuia este înscrisă în  Lista monumentelor istorice 2010 - Municipiul București - la nr. crt. 2377, cod LMI B-III-m-A-20058 
Monumentul este amplasat în Piața Universității, sector 3.